# Стівен Еуштакіу
Стівен Еуштакіу (порт. Stephen Eustáquio, нар. 21 грудня 1996, Лімінгтон) — португальський і канадський футболіст, півзахисник «Порту» і національної збірної Канади.

## Клубна кар'єра
Народився 21 грудня 1996 року в канадському Лімінгтоні в родині португальців. У дитячому віці перебрався на історичну батьківщину, де активно займався футболом.
У дорослому футболі дебютував 2013 року виступами за нижчоліговий «Назаренуш», згодом деякий час пограв у складі третьолігового «Торреенсе». Протягом 2017—2018 років захищав кольори друголігового «Лейшойнша», звідки на початку 2018 року за 500 тисяч євро перейшов до «Шавіша», у складі якого дебютував в іграх португальської Прімейри.
У січні 2019 року вже за 3,5 мільйона євро перейшов до мексиканського «Крус Асуль», у складі якого, утім, не закріпився. Невдовзі повернувся до Португалії, ставши гравцем клубу «Пасуш ді Феррейра», спочатку на правах оренди, а згодом уже на умовах повноцінного контракту.
На початку 2022 року був орендований «Порту», у складі якого став того сезону чемпіоном Португалії і володарем Кубка країни. Попри те, що мав у команді статус гравця резерву, влітку того ж року «Порту» викупив контракт півзахисника за ті ж 3,5 мільйона євро.

## Виступи за збірні
Протягом 2017—2018 років залучався до складу молодіжної збірної Португалії. На молодіжному рівні зіграв у двох офіційних матчах.
2019 року погодився на рівні збірних захищати кольори країни народження і дебютував в офіційних матчах за національну збірну Канади.
У складі збірної — учасник чемпіонату світу 2022 року в Катарі.
| Дата       | Місто               | Господарі         | Результат | Гості              | Турнір                                   | Голи | Примітки |
| ---------- | ------------------- | ----------------- | --------- | ------------------ | ---------------------------------------- | ---- | -------- |
| 15-11-2019 | Орландо             | США               | 4 – 1     | Канада             | Ліга націй КОНКАКАФ 2019-2020 - 2-й етап | -    | 62'      |
| 25-3-2021  | Орландо             | Канада            | 5 – 1     | Бермудські Острови | Відбір до ЧС 2022                        | -    |          |
| 29-3-2021  | Брейдентон          | Кайманові Острови | 0 – 11    | Канада             | Відбір до ЧС 2022                        | -    | 67'      |
| 8-6-2021   | Бриджв'ю (Іллінойс) | Канада            | 4 – 0     | Суринам            | Відбір до ЧС 2022                        | -    |          |
| 12-6-2021  | Порт-о-Пренс        | Гаїті             | 0 – 1     | Канада             | Відбір до ЧС 2022                        | -    |          |
| 15-6-2021  | Бриджв'ю (Іллінойс) | Канада            | 3 – 0     | Гаїті              | Відбір до ЧС 2022                        | -    |          |
| 11-7-2021  | Канзас-Сіті         | Канада            | 4 – 1     | Мартиніка          | Кубок КОНКАКАФ 2021 - 1-й етап           | 1    | 8' 74'   |
| 15-7-2021  | Канзас-Сіті         | Гаїті             | 1 – 4     | Канада             | Кубок КОНКАКАФ 2021 - 1-й етап           | 1    | 82'      |
| 24-7-2021  | Арлінгтон           | Коста-Рика        | 0 – 2     | Канада             | Кубок КОНКАКАФ 2021 - чвертьфінал        | 1    |          |
| 29-7-2021  | Х'юстон             | Мексика           | 2 – 1     | Канада             | Кубок КОНКАКАФ 2021 - півфінал           | -    |          |
| 2-9-2021   | Торонто             | Канада            | 1 – 1     | Гондурас           | Відбір до ЧС 2022                        | -    |          |
| 5-9-2021   | Нашвілл             | США               | 1 – 1     | Канада             | Відбір до ЧС 2022                        | -    |          |
| 8-9-2021   | Торонто             | Канада            | 3 – 0     | Сальвадор          | Відбір до ЧС 2022                        | -    | 70'      |
| 7-10-2021  | Мехіко              | Мексика           | 1 – 1     | Канада             | Відбір до ЧС 2022                        | -    |          |
| 10-10-2021 | Кінгстон (Ямайка)   | Ямайка            | 0 – 0     | Канада             | Відбір до ЧС 2022                        | -    | 69'      |
| 13-10-2021 | Торонто             | Канада            | 4 – 1     | Панама             | Відбір до ЧС 2022                        | -    | 85'      |
| 12-11-2021 | Едмонтон            | Канада            | 1 – 0     | Коста-Рика         | Відбір до ЧС 2022                        | -    |          |
| 16-11-2021 | Едмонтон            | Канада            | 2 – 1     | Мексика            | Відбір до ЧС 2022                        | -    |          |
| 2-2-2022   | Сан-Сальвадор       | Сальвадор         | 0 – 2     | Канада             | Відбір до ЧС 2022                        | -    | 80'      |
| 24-3-2022  | Сан-Хосе            | Коста-Рика        | 1 – 0     | Канада             | Відбір до ЧС 2022                        | -    |          |
| 27-3-2022  | Торонто             | Канада            | 4 – 0     | Ямайка             | Відбір до ЧС 2022                        | -    | 62'      |
| 30-3-2022  | Панама              | Панама            | 1 – 0     | Канада             | Відбір до ЧС 2022                        | -    |          |
| 10-6-2022  | Ванкувер            | Канада            | 4 – 0     | Кюрасао            | Ліга націй КОНКАКАФ 2022-2023 - 1-й етап | -    |          |
| 13-6-2022  | Сан-Педро-Сула      | Гондурас          | 2 – 1     | Канада             | Ліга націй КОНКАКАФ 2022-2023 - 1-й етап | -    |          |
| 23-9-2022  | Відень              | Катар             | 0 – 2     | Канада             | товариський матч                         | -    |          |
| 27-9-2022  | Братислава          | Канада            | 0 – 2     | Уругвай            | товариський матч                         | -    |          |
| Усього     |                     | Матчів            | 26        |                    | Голів                                    | 3    |          |

## Титули і досягнення
- Чемпіон Португалії (1):

«Порту»: 2021–2022
- Володар Кубка Португалії (3):

«Порту»: 2021–2022, 2022–2023, 2023–2024
- Володар Кубка португальської ліги (1):

«Порту»: 2022–23
- Володар Суперкубка Португалії (2):

«Порту»: 2022, 2024